# Macruronus
Genre
Macruronus est un genre de poissons marins de la  famille des merlucciidés.

## Espèces
Selon FishBase (24 Oct 2011) :
- Macruronus capensis Davies, 1950
- Macruronus maderensis Maul, 1951
- Macruronus magellanicus Lönnberg, 1907 - grenadier patagonien, merluche patagonienne
- Macruronus novaezelandiae (Hector, 1871) - hoki